# Anna Kupczak
Anna Kupczak (ur. 10 czerwca 1914 w Sopotni Małej, zm. 2013) – artystka ludowa tworząca ozdoby z bibuły.

## Życie prywatne
Urodziła się 10 czerwca 1914 roku w Sopotni Małej. Pochodziła z niezamożnej rodziny chłopskiej. W Sopotni Małej ukończyła publiczną szkołę podstawową, po czym pomagała rodzicom w pracach w gospodarstwie rolnym.
W 1934 roku wzięła ślub, wychodząc za Marcina Kupczaka. Utrzymywali się z własnego gospodarstwa oraz pracy męża w lasach arcyksiążęcych.
W okresie okupacji zostali wysiedleni ze swojego gospodarstwa i wywiezieni na przymusowe roboty do Niemiec. Po wojnie wrócili do Sopotni, odbudowali gospodarstwo i dom, stwarzając rodzinie warunki do właściwego życia.
Zanim zaczęła zajmować się bibułkarstwem, haftowała i była zaliczona do najlepszych hafciarek w Sopotni Małej.
Miała piątkę dzieci. Jej córka Helena Pindel, a także wnuczka – Teresa Wojtas, oraz dwie prawnuczki Magdalena i Katarzyna kultywują tradycję i również zajmują się bibułkarstwem.
Zmarła w 2013 roku. Była najstarszą bibułkarką w Gminie Jeleśnia.

## Biłbukatorstwo
Pierwsze lekcje zdobnictwa bibułkowego pobierała od swojej babci mamy, które odświętnie dekorowały bukietami kwiatów przydrożne kapliczki. Umiejętności te rozbudziła w niej nauczycielka Anna Olszowska. Wykonywane przez Annę Kupczak kwiaty obudziły uznanie wśród lokalnej społeczności.
Dziesiątki lat systematycznie ozdabiała wnętrze najpierw kaplicy, a później Kościoła Parafialnego w Sopotni Małej, zwłaszcza w okresie świąt.

### Nagrody i wystawy
W 1998 roku otrzymała Nagrodę im. Oskara Kolberga w I kategorii: Twórczość plastyczna, zdobnictwo, rękodzieło i rzemiosło ludowe, folklor muzyczno-taneczny.
Była członkinią Stowarzyszenia Twórców Ludowych.